# Armando Torres Chibrás
El doctor Armando Torres Chibrás es un artista y director de orquesta nacido en México durante la segunda mitad del siglo XX que se ha desarrollado como director de orquesta, académico, investigador, promotor cultural, funcionario público y líder social. Además de sus actividades en las artes escénicas donde Torres Chibrás se ha presentado en escenarios como el Palacio de Bellas Artes, la Sala Blas Galindo del Centro Nacional de las Artes, la Sala de conciertos Silvestre Revueltas del Conjunto Cultural Ollin Yolitzli, el Teatro de la República  y el Auditorio Josefa Ortiz de Domínguez dirigiendo a agrupaciones como la Orquesta Sinfónica de la Universidad de Guanajuato, Orquesta Sinfónica Nacional de México, la Orquesta Filarmónica de Querétaro, la Orquesta de Cámara de Bellas Artes, o la Orquesta Filarmónica de la UNAM entre otras, también ha participado activamente en el quehacer cultural de México como uno de los pioneros de la enseñanza de la gestión cultural, participado en la elaboración de políticas culturales y ha contribuido a la difusión de la música de concierto en su país con artículos, ensayos y notas de programa. En noviembre 2009 la editorial alemana, Lambert Academic Publishing, con sede en la ciudad de Colonia, lanzó a la venta el libro de Torres Chibrás titulado “José Pablo Moncayo: Mexico´s Musical Crest,” en Europa y Norteamérica por medio de los principales distribuidores internacionales.